# 음향기뢰

음향기뢰(音響機雷, acoustic torpedo)는 표적의 특징적인 소리를 청취하거나 소나를 이용하여 표적을 검색하기 위한 어뢰이다. 음향기뢰는 보통 중간 범위의 이용을 위해 설계되어 있으며 대개 잠수함에서 발사된다.

## 군사적 예시

### 미국
- RUR-5 ASROC
- 마크 48 어뢰
- MK 24 / MK 27
- MK 32